# 普拉达伦加
普拉达伦加（義大利語：Pradalunga），是意大利贝加莫省的一个市镇。总面积8.39平方公里，人口4555人，人口密度542.9人/平方公里（2009年）。国家统计（ISTAT）代码为016173。